# Webb (Saskatchewan)
Webb es un pueblo canadiense situado en la provincia de Saskatchewan.

## Superficie
Webb tiene una superficie de 1,23 km².

## Demografía
En 2021, tenía 71 habitantes, una densidad poblacional de 57,7 hab./km², y 43 viviendas.